# Kunstmuseum Donau-Ries
Das Kunstmuseum Donau-Ries wurde 2002 von der Künstlerin Annette Steinacker-Holst in Wemding gegründet. Das im klassischen Bauhausstil konzipierte Gebäude umfasst über 4500 m², worin unter anderem Gemälde und Skulpturen der Künstler Ernst Steinacker, Caspar Schlötter und Künstlerin Annette Steinacker-Holst ausgestellt werden. Als modernes Kunst- und Kulturprojekt finden darin zudem Führungen, Konzerte, Lesungen und Theateraufführungen statt.

## Gebäude und Ausstellungen
Der große Ausstellungsbereich, der sich über das Erdgeschoss und das erste Obergeschoss erstreckt, beinhaltet Gemälde- und Skulpturensammlungen von Ernst Steinacker, Caspar Schlötter und Annette Steinacker-Holst. Neben der Eingangshalle befindet sich dort der Sonderausstellungsbereich von ca. 250 m². Seit 2014 wird darin eine umfangreiche Sammlung an afrikanischen Masken und Holzfiguren gezeigt. Im Rahmen der Rieser Kulturtage 2021 wurden dort zwei weitere Ausstellungen der Donauwörther Künstlerin Dorothee von Mirbach-Kirchhoff mit Fotocollagen zum Thema Begegnungen sowie des Malers Franz Dippner aus Fünfstetten mit detailgetreuen Kopien von Franz Marc, August Macke, Vincent van Gogh und anderen Malern aufgebaut. Insgesamt sind im Kunstmuseum 22 Künstlerinnen und Künstler aus dem Landkreis Donau-Ries und dem Bezirk Schwaben vertreten.
Beispielsweise für die Vorstellung von Künstlerbiografien wird der Multimedia-Raum, der sich ebenfalls im Erdgeschoss befindet, verwendet. Auch Dokumentationen von Ausstellungen, Museen, Gesamtkunstwerken, Biennalen und Anschauungsmaterial für Kunsttechniken werden darin vorgestellt.
Der große weiße Saal mit ca. 250 m² und einem 140 m² großen Foyer befindet sich im ersten Obergeschoss, worin Konzerte, Theater- und Tanzvorstellungen, Vorträge, Lesungen und Seminare veranstaltet werden.
Malprojekte für Schulklassen, Erwachsene im Rahmen von VHS-Kursen und Gruppen von Menschen mit Behinderungen werden regelmäßig im großen Museumsatelier (ca. 300 m²) im zweiten Obergeschoss durchgeführt.
Der Projektbereich zeitgenössischer Kunst, der sich im zweiten Obergeschoss über eine Fläche von ca. 470 m² erstreckt, beinhaltet seit 2009 die Klang-Spiel-Werkstatt, deren großes und vielfältiges Instrumentarium ebenfalls für Projekte mit verschiedenen Personengruppen zum Einsatz kommt.